# ククタ地震

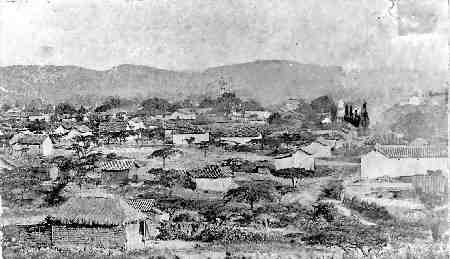
1900年のククタ

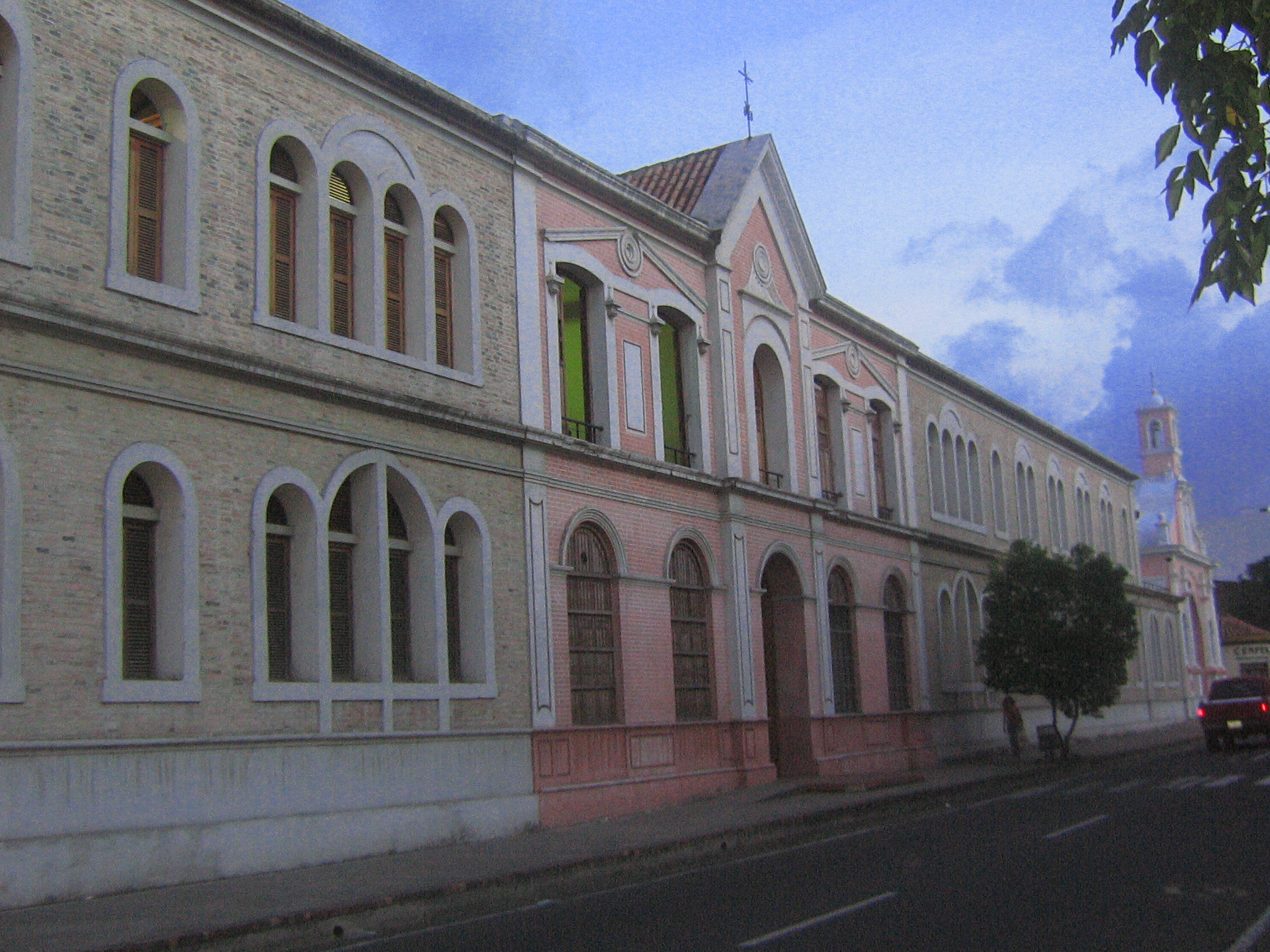
ククタで最も古い建物の1つであるフリオペレスフェレロ図書館。

1875年ククタ地震 (1875 Cúcuta earthquake) は1875年5月18日午前11時15分（現地時間）にコロンビアのククタで起きたマグニチュード7.5の地震。コロンビアのククタ、ビジャデルロザリオ、ベネズエラのサンアントニオデルタチラ、カパチョを壊滅させた。被害はベネズエラのサンクリストバル、ラムラタ、ルビオ、ミケレナ、ラグリタ、コロンが特に大きく、コロンビアの首都ボゴタとベネズエラの首都カラカスでも揺れが感じられた。
犠牲者の総数は不明である。アメリカのメディアは死者25,000人と報告したが、他の情報筋によると死者は1,000人であった。初期の新聞報道によると、死者は8人から10,000人であった。
ニュージーランドの新聞は5,000人が死亡し、さらに9,000人が発熱や破傷風で死亡したと伝えた。